# Alois Maaß

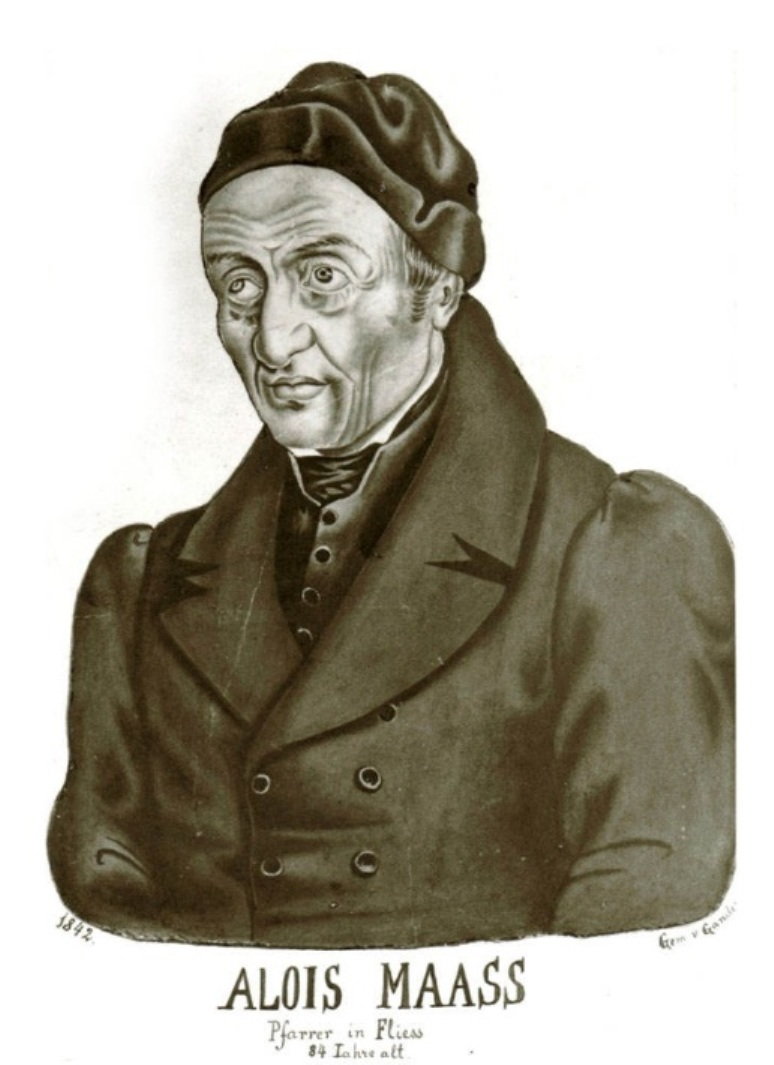
Alois Maaß, Porträtzeichnung 1842

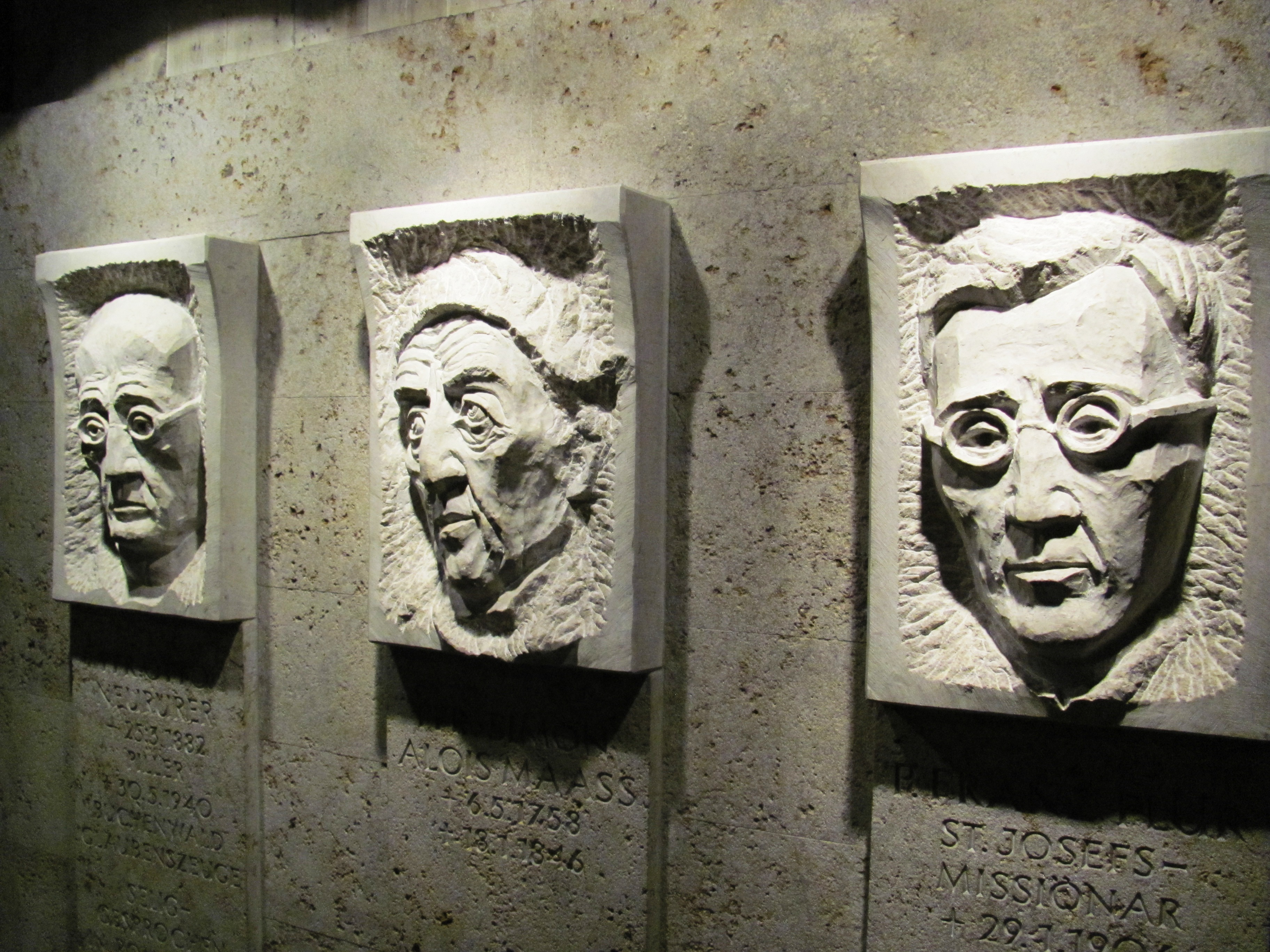
Gedenktafel und Reliefporträt Maaß` (Mitte) in der Krypta der Alten Pfarrkirche Fließ

Alois Simon Maaß (auch Simon Alois Maaß; * 6. Mai 1758 in Strengen; † 18. Jänner 1846 in Fließ) war ein österreichischer Priester.

## Leben
Alois Maaß wurde als Sohn des Lehrers, Mesners und Organisten von Strengen geboren. 1766 zog die Familie nach Kauns, wo der Vater dieselben Aufgaben übernahm und einen Bauernhof erwarb. Alois besuchte das Gymnasium in Hall und Innsbruck und besuchte 1777 Vorlesungen aus Philosophie, Geschichte und Medizin an der Universität Innsbruck. 1779 trat er in Brixen ins Priesterseminar ein und wurde 1781 zum Priester geweiht. Im Anschluss war er als Hilfspriester in verschiedenen Pfarren des Pustertals tätig und wurde 1790 Expositur-Provisor in Flaurling. 1804 wurde er als Pfarrprovisor nach Fließ berufen und 1805 dort Pfarrer, was er bis zu seinem Tod 1846 blieb.
Maaß war als Prediger, Beichtvater und insbesondere Naturheilkundler weit bekannt. Er wurde sogar von den staatlichen Behörden gegen Anklagen wegen Kurpfuscherei in Schutz genommen. Mit Genehmigung des Bischofs war er als Exorzist tätig. Es wurden ihm übernatürliche Fähigkeiten nachgesagt.

## Gedenken

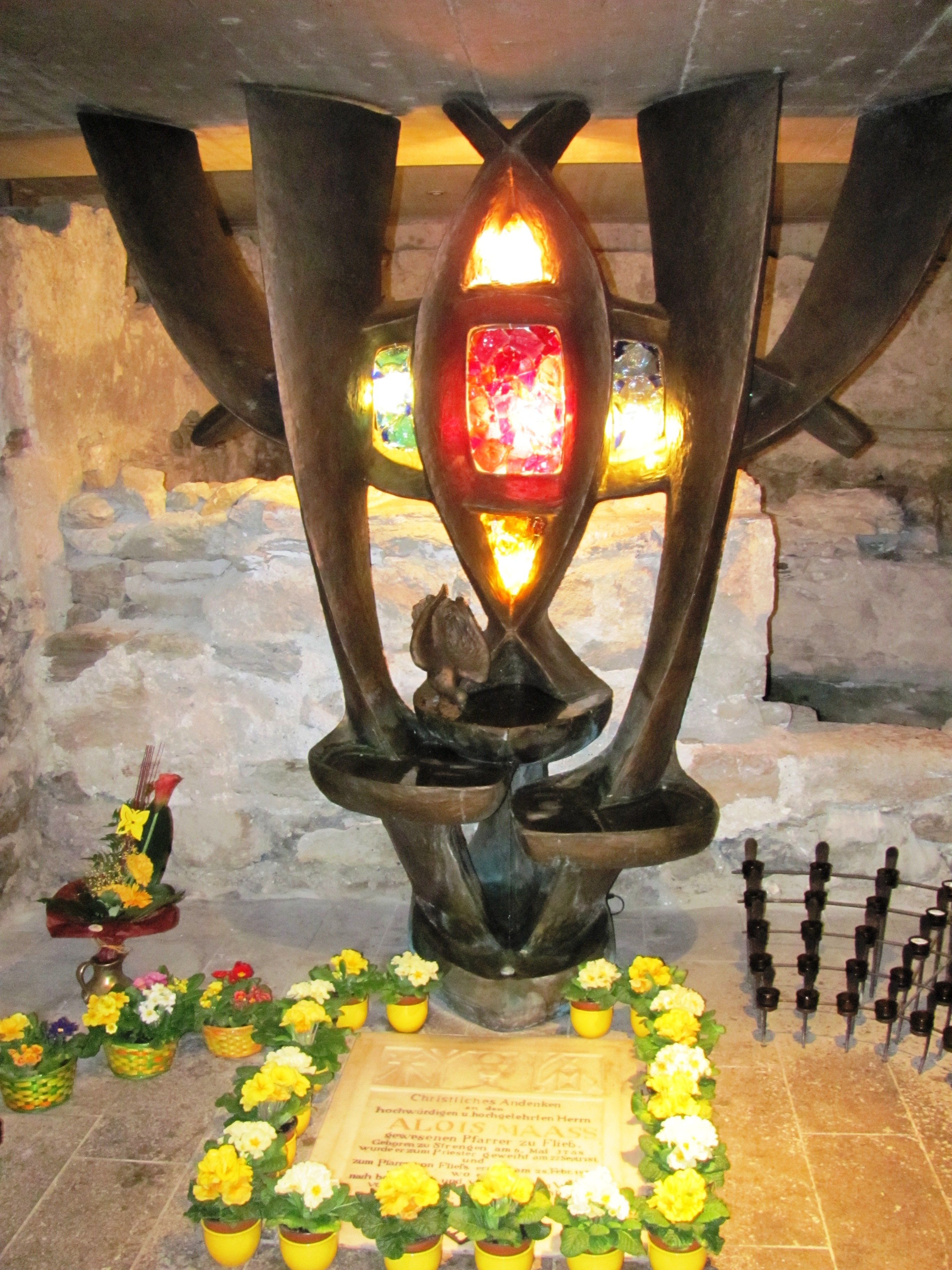
Grab in der Krypta der Alten Pfarrkirche Fließ

„Der alte Fließer Pfarrer“ wurde schon zu Lebzeiten verehrt und starb „im Ruf der Heiligkeit“. Es wird von zahlreichen Gebetserhörungen berichtet. Zu seinem 100. Todestag im Jahr 1946 kamen rund 3000 Gäste zu einer achttägigen Feier nach Fließ.
Alois Maaß wurde vor dem Marienaltar der Alten Pfarrkirche Fließ beigesetzt. Bei der Kirchenrenovierung 1992/93 wurde eine Unterkirche geschaffen und seine Gebeine dorthin umgebettet, das Grab wurde von Engelbert Gitterle als „Lebensbrunnen“ aus Bronze und Glas gestaltet. In der Krypta befindet sich außerdem eine Gedenkstätte für Alois Maaß und die Fließer Märtyrer Otto Neururer und Franz Flür, die ebenfalls von Engelbert Gitterle gestaltet wurde.
Das Lebensbild von Alois Maaß wurde 1899 vom Stamser Zisterzienser Meinrad Bader als Büchlein herausgegeben und mehrmals neu aufgelegt. Im Sommer 2009 wurde bei den Schauspielen Kauns das Volksschauspiel Pfarrer Maaß (Der alte Fließer Pfarrer) von Ekkehard Schönwiese uraufgeführt.